# Valvulinella
Valvulinella es un género de foraminífero bentónico de la familia Valvulinellidae, de la superfamilia Tetrataxoidea, del suborden Fusulinina y del orden Fusulinida. Su especie tipo es Valvulina youngi. Su rango cronoestratigráfico abarca desde el Viseense (Carbonífero inferior) hasta el Namuriense (Carbonífero superior).

## Discusión
Clasificaciones más recientes incluyen Valvulinella en el suborden Endothyrina, del orden Endothyrida, de la subclase Fusulinana y de la clase Fusulinata.

## Clasificación
Valvulinella incluye a las siguientes especies:
- Valvulinella bukowskii †
- Valvulinella ceunacumensis †
- Valvulinella conciliata †
  - Valvulinella conciliata var. pulla †
- Valvulinella hunanensis †
- Valvulinella jurassica †
- Valvulinella latebrosa †
- Valvulinella latissima †
- Valvulinella tchotchiai †
- Valvulinella wellingsi †
- Valvulinella youngi †

Otra especie considerada en Valvulinella es:
- Valvulinella primaeva †, de posición genérica incierta